# Jeffrey D. Gordon

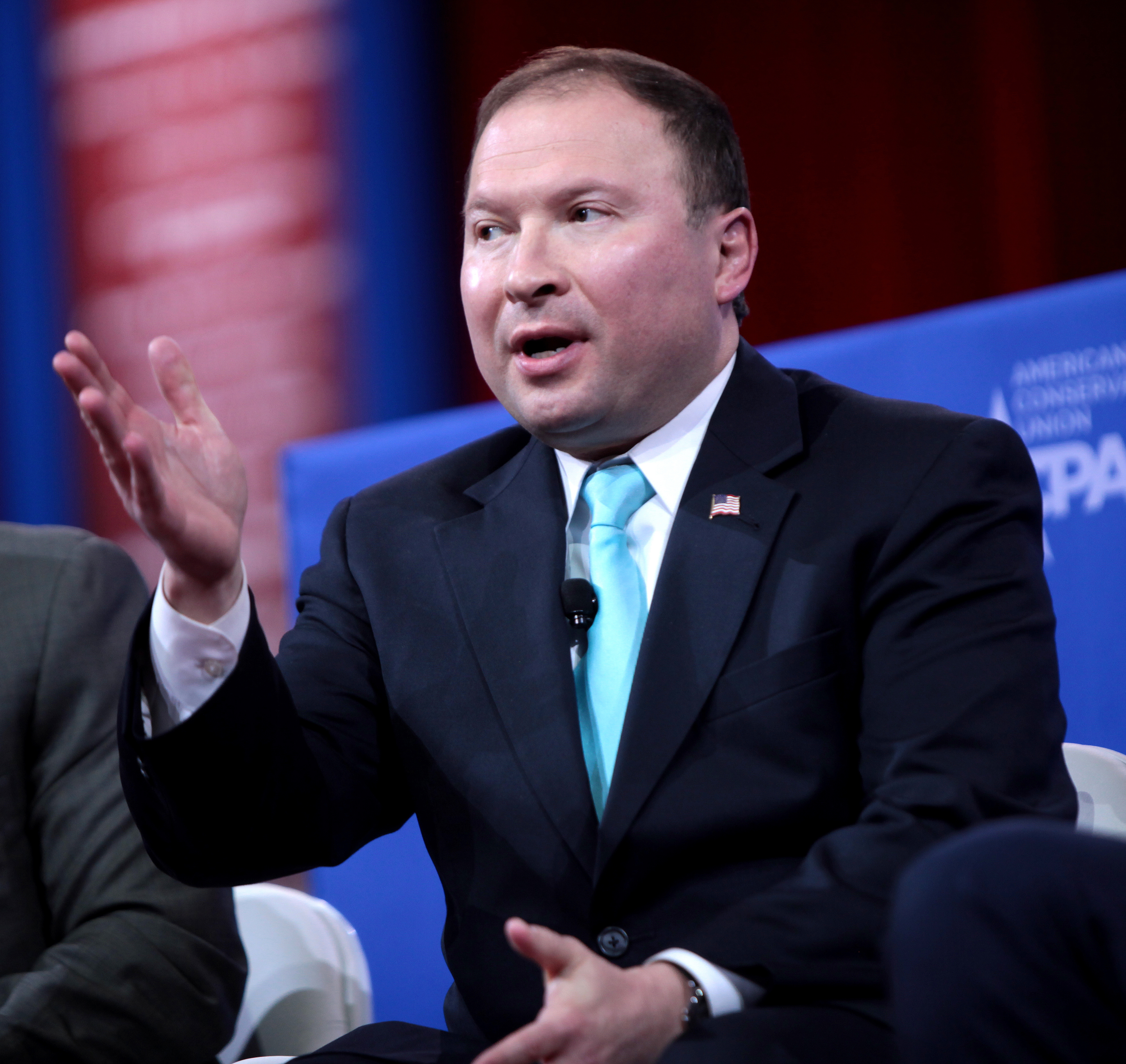
Gordon bei der CPAC in Maryland

Jeffrey D. Gordon (geb. in New York) ist ein US-amerikanischer politischer Berater, der vor allem in den Bereichen Kommunikations- und Außenpolitik agiert. Gordon arbeitete unter anderem als Berater für die Republikaner und als Sprecher des Pentagons. Er schreibt außerdem Kolumnen für Fox News, The Daily Caller, The Hill, The Washington Times und andere Medien.

## Kindheit und Jugend
Gordon wurde in New York geboren und wuchs in New Jersey auf. Dort absolvierte er die Wall High School. Er studierte Kommunikation an Pennsylvania State University und Diplomatie an der Norwich University.

## Karriere

### Bei der Navy
Nach dem Studium startete Gordon eine Karriere bei der Navy. Dort diente er an der Naval Amphibious Base Little Creek in Virginia als Offizier. Anfang der 90er-Jahre wurde Gordon Sprecher der Navy an vielen Orten in aller Welt. Im Rahmen dieser Tätigkeit arbeitete er unter anderem zeitweise auf Hawaii, Island, Kuba und Puerto Rico sowie in Italien, Haiti und Japan.

### Im Pentagon
Im Jahr 2005 wechselte er zum Pentagon und arbeitete dort als Sprecher, erst unter Verteidigungsminister Donald Rumsfeld und später unter Robert Gates. Hauptthemen dieser Zeit waren die Diskussion über das amerikanische Gefängnis Guantanamo, das Verhältnis zu Venezuela unter Hugo Chávez und die Bekämpfung von Drogenkartellen in Mexiko. Die Tätigkeit als Pressesprecher des Pentagons übte er bis 2009 aus.

### Als politischer Berater
Jeffrey Gordon unterstütze führende republikanische Politiker und Unternehmer als Berater. In dieser Rolle arbeitete er unter anderem mit der ehemaligen Gouverneurin von Alaska Sarah Palin, dem ehemaligen Gouverneur von Arkansas Mick Huckabee und den Geschäftsleuten Donald Trump, den er auch bei der Präsidentschaftswahl 2016 unterstützte, und Herman Cain.

#### Berater von Herman Cain
2011 wurde Gordon Berater von Herman Cain, der als Präsidentschaftskandidat der Republikaner kandidierte. Nachdem die Kandidatur gescheitert war, widmete sich Gordon verstärkt seiner Arbeit in den Medien als Autor von Kolumnen in führenden Zeitungen.

#### Berater von Donald Trump
Im Februar 2016 sprach Gordon Donald Trump seine Zustimmung aus und trat im März dessen Wahlkampfteam bei. Auch Gordon war in den Skandal um eine mögliche Verbindung zwischen Russland und Trump verwickelt. Im Juli 2016 traf er den russischen Botschafter Sergei Kisljak und sprach sich für eine Verbesserung der russisch-amerikanischen Beziehungen aus. Eine direkte Verbindung zwischen der russischen Regierung und der Kampagne von Donald Trump dementierte er im März 2017.